# Silene tenella
Silene tenella är en nejlikväxtart som beskrevs av Carl Anton von Meyer. Silene tenella ingår i släktet glimmar, och familjen nejlikväxter. Inga underarter finns listade i Catalogue of Life.